# Woods metall

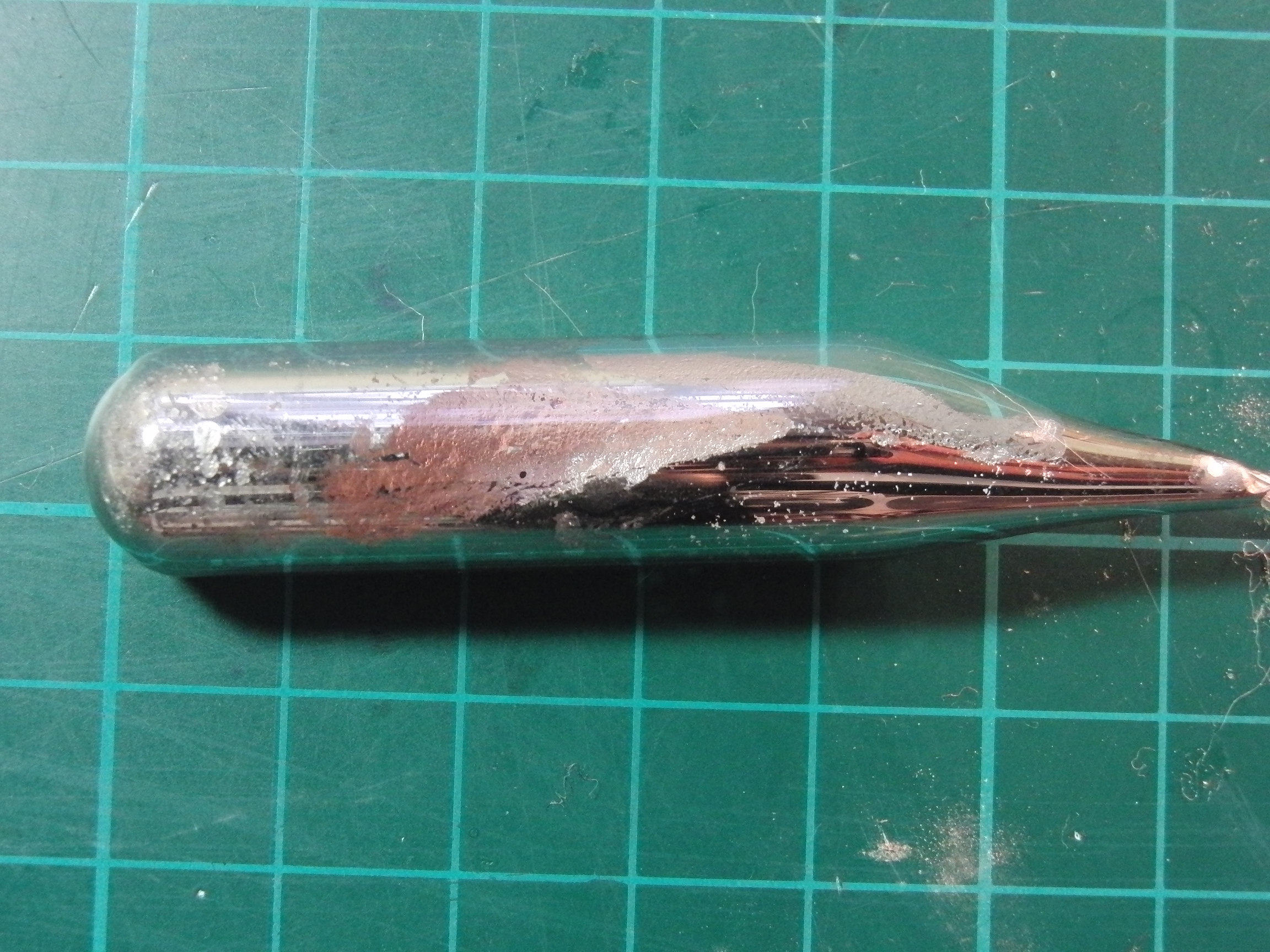
Woods metall.

Woods metall är en mycket lättsmält legering. Litteraturuppgifter om smältpunkten varierar från 60,5 °C till 71 °C trots att uppgiven sammansättning är densamma. Förklaringen till att smälttemperaturen anges så olika kan vara avrundningsfel eller att spår av andra ämnen finns med som föroreningar i varierande mängder.
Densiteten är 9600 kg/m3.
Kadmiuminnehållet gör legeringen hälsofarlig. Om kadmium utesluts blir smältpunkten 98 °C. Ett ogiftigt alternativ är Fields metall.
Uppfinnare är metallurgen Robert William (Bill) Wood (1868–1955), professor i fysik, Baltimore, USA.
En liknande blandning med samma ämnen har även kallats Lichtenbergs metall.
Ytterligare en annan variant är Lipowitz metall, innehållande 50 % vismut, 27 % bly, 13 % tenn och 10 % kadmium.
Användningsområden:
- termosäkringar i el-apparater
- utlösningssprintar i sprinklermunstycken
- avgjutning av värmekänsliga föremål, t.ex. lacksigill.
- fyllningsmaterial vid formning av tunnväggiga rör. Handelsnamn för produkter för detta ändamål är Bendalloy och Cerrobend